# Gliese 581 e
Gliese 581 e je egzoplanet na procijenjenoj udaljenosti od 20,3 svjetlosnih godina u orbiti zvijezde Gliese 581. Četvrti je otkriveni planet u tom sustavu.

## Vanjske poveznice
- Lightest exoplanet yet discovered